# لي وينفيلد
لي وينفيلد (بالإنجليزية: Lee Winfield)‏ مواليد 4 فبراير 1947 في سانت لويس - الوفاة 4 فبراير 2011، كان مدرب كرة سلة أمريكي ولاعب. بدأ مسيرته الاحترافية في سنة 1969. تم اختياره من قبل فريق سياتل سوبرسونيكس خلال الدرافت. بلغ طوله 6 قدم 2 بوصة (1.9 م). اعتزل اللعب في 1976.

## المسيرة الاحترافية
لعب مع سياتل سوبرسونيكس من سنة 1969 إلى 1973، ثم لعب مع بوفالو بريفز من سنة 1973 إلى 1975، ثم لعب مع سكرامنتو كينغز في موسم 1975–1976.

## روابط خارجية
- لي وينفيلد على موقع إن بي أي (الإنجليزية)
- لي وينفيلد على موقع سبورتس رفرنس (الإنجليزية)
- لي وينفيلد على موقع كلية كرة السلة في سبورتس رفرنس.كوم (الإنجليزية)
- لي وينفيلد على موقع ريلجم (الإنجليزية)
- لي وينفيلد على موقع بروبوليرز (الإنجليزية)